# Heraldo do Monte
Heraldo do Monte (nacido el 1 de mayo de 1935 en Recife, Pernambuco, Brasil) es un compositor, arreglador y guitarrista brasileño. Toca guitarra, cavaquinho, viola y contrabajo. Colaboró en álbumes de Elis Regina, Gilberto Gil, Edu Lobo, Michel Legrand y Hermeto Pascoal, entre otros. 
En 1966, formó parte del Quarteto Novo (junto con Airto Moreira, Hermeto Pascoal, Theo de Barros) que lanzó la carrera solista de varios de sus integrantes.